# すとろべりーらぶっ!
『すとろべりーらぶっ！』 は、すとぷり1stフルアルバム。2019年7月3日に自主レーベルであるSTPR Recordsから発売された。

## 概要
- 初回限定盤と通常盤ではジャケットが異なり、初回限定盤に付属のDVDには、幕張メッセで開催された「すとろべりーめもりーvol.7」のライヴ映像が抜粋して収録されている。
- Billboard JAPANアルバム・セールス集計速報 （2019年7月1日～7月3日の集計） 『すとろべりーらぶっ！』7.2万枚で1位を獲得[1]。
- 初週10.7万枚を売り上げ、7/15付オリコン週間アルバムランキングで初登場1位を獲得し、4/8付で前作の1stミニアルバム『すとろべりーすたーと』が記録した2位を上回り、自身初の1位となった。また、前作での8.4万枚を超え、自己最高の初週売上も記録[2]。オリコン月間アニメアルバムチャートの2019年7月度でも1位を獲得[3]。
- 出荷枚数は15万枚を超え、2019年度オリコン年間アルバムランキング25位にランクイン[4]。
- 2019年7月には日本レコード協会より「2019年7月度ゴールドディスク」に認定された[5]。

## 収録曲

### 曲一覧
| #         | タイトル                                       | 作詞               | 作曲                       | 編曲               | 時間  |
| --------- | ---------------------------------------------- | ------------------ | -------------------------- | ------------------ | ----- |
| 1.        | 「GO GO CRAZY」                                | NA.ZU.NA           | NA.ZU.NA                   | NA.ZU.NA           | 3:38  |
| 2.        | 「Move on!」                                   | 谷口尚久           | 原田雄一                   | 原田雄一           | 3:49  |
| 3.        | 「僕らだけのシャングリラ」                     | 谷口尚久           | 中野ゆう                   | 中野ゆう           | 4:01  |
| 4.        | 「アニバーサリー」                             | 谷口尚久           | 松本サトシ                 | 遠藤直弥           | 3:55  |
| 5.        | 「キングオブ受動態」(ななもり。×さとみ×ジェル) | 谷口尚久           | るぅと×松                  | 松                 | 3:26  |
| 6.        | 「道標」(莉犬×るぅと×ころん)                   | KOUTAPAI           | るぅと×松                  | 松                 | 3:55  |
| 7.        | 「好きになっていいよね?」                      | 谷口尚久           | 遠藤直弥                   | 遠藤直弥           | 3:36  |
| 8.        | 「よさこいディスコParty」                      | 草野将史、原田雄一 | 草野将史、原田雄一         | 草野将史、原田雄一 | 3:38  |
| 9.        | 「Don’t Give Up!!」                            | ななもり。         | NA.ZU.NA、M.I、小久保祐希  | NA.ZU.NA           | 3:05  |
| 10.       | 「BREAK OUT」                                  | 小久保祐希         | 横野康平、小久保祐希       | 横野康平           | 3:34  |
| 11.       | 「Day By Day」                                 | 長浜駿平、Kamy     | 長浜駿平                   | 長浜駿平           | 3:41  |
| 12.       | 「No Perfect」                                 | 木村友威           | 横野康平、小久保祐希、JUNE | 横野康平           | 4:19  |
| 13.       | 「朝の夕陽」                                   | KOUTAPAI           | 佐々木裕                   | 佐々木裕           | 6:00  |
| 14.       | 「おかえりらぶっ!」                            | HoneyWorks         | HoneyWorks                 | HoneyWorks         | 3:43  |
| 合計時間: | 合計時間:                                      | 合計時間:          | 合計時間:                  | 合計時間:          | 54:20 |

| #  | タイトル                          | 作詞 | 作曲・編曲 |
| -- | --------------------------------- | ---- | ---------- |
| 1. | 「AquaKiss」                      |      |            |
| 2. | 「はりーはりーらぶ」              |      |            |
| 3. | 「大好きになればいいんじゃない?」 |      |            |